# Ilhéu Comprido
La Ilhéu Comprido (en español: Islote Largo) es un islote situado en el archipiélago de las Islas Salvajes, pertenecientes a la región autónoma de Madeira. Se encuentra al norte del Ilhéu de Fora.